# Суравский сельсовет
Суравский сельсовет — сельское поселение в Тамбовском районе Тамбовской области Российской Федерации.
Административный центр — село Сурава.

## История
Статус и границы сельского поселения установлены Законом Тамбовской области от 17 сентября 2004 года № 232-З «Об установлении границ и определении места нахождения представительных органов муниципальных образований в Тамбовской области».

## Население
| 2010  | 2012  | 2013  | 2014  | 2015  | 2016  | 2017  |
| ----- | ----- | ----- | ----- | ----- | ----- | ----- |
| 1540  | ↗1630 | ↘1594 | ↘1592 | ↗1626 | ↘1598 | ↘1578 |
| 2018  | 2019  | 2020  | 2021  |       |       |       |
| ↗1589 | ↘1545 | ↘1504 | ↗1530 |       |       |       |

## Состав сельского поселения
| № | Населённый пункт  | Тип населённого пункта       | Население |
| - | ----------------- | ---------------------------- | --------- |
| 1 | Иноземная Духовка | село                         | ↗298      |
| 2 | Сурава            | село, административный центр | ↗1242     |